# Ceratopogon monticolus
Ceratopogon monticolus är en tvåvingeart som beskrevs av Tokunaga 1940. Ceratopogon monticolus ingår i släktet Ceratopogon och familjen svidknott. Inga underarter finns listade i Catalogue of Life.